# Sąd referendarski
Sąd referendarski, Referendaria – królewski sąd dominialny w Rzeczypospolitej szlacheckiej. 
Wykształcił się w XVI w., był prowadzony przez referendarzy. W jego kompetencji leżały sprawy wnoszone przez chłopów z królewszczyzn przeciwko ich dzierżawcom oraz starostom w formie suplik. W sądzie orzekał jednoosobowo jeden z referendarzy, procedura sądowa była uproszczona i używano w niej języka polskiego; terminy dla stron były zawsze zawite. Sądem apelacyjnym dla sądu referendarskiego była asesoria. 
Wyroki były egzekwowane przez komisarzy naznaczonych przez referendarza, jednak wobec rosnącej potęgi szlachty i magnatów, tak wnoszenie spraw, jak i egzekucja wyroków były utrudnione.